# Rhynchopelates oxyrhynchus
Rhynchopelates oxyrhynchus is een straalvinnige vissensoort uit de familie van tijgerbaarzen (Terapontidae). De wetenschappelijke naam van de soort is voor het eerst geldig gepubliceerd in 1842 door Temminck & Schlegel.